# マルス2号
マルス2号（ロシア語: Марс-2, Mars 2）は、1970年代にソビエト連邦によって行われたマルス計画で打上げられた無人探査機である。マルス2・3号ミッションは、それぞれオービターとランダーより構成される同じ構造の2機の探査機によって行われ、プロトン-KロケットブロックD上段ステージで打上げられた。マルス2号ランダーは、火星表面へ到達した最初の人工物となった。

## 諸元
- 打上げ日時：1971年5月19日 16:22:44 UTC
- 打上げ質量（燃料含む）
  - 合計：4,650 kg
  - オービター：3,440 kg
  - ランダー：1,210 kg
- 起動上乾質量：2,265 kg
- 大きさ：高さ4.1 m、幅2 m（太陽電池展開時には5.9 m）

## オービター
オービターは降下モジュールを分離した後にエンジンを噴射し、高度1,380 x 24,940 km、軌道周期18時間、軌道傾斜角48.9°の火星周回軌道に入った。通常、科学機器は近点を通過する30分間のみ起動された。
オービターの主要な目的は、火星の地表と雲の撮影、温度測定、地形や地表組成・物理的特徴の研究、大気組成測定、太陽風や惑星間の磁場・火星の磁場のモニター、またランダーから地球への伝送の中継である。
オービターが火星に到達した際、偶然にも火星では非常に大きい砂嵐が発生しており、ミッションに悪影響を与えた。1971年11月14日、マルス2号・3号が火星に到着する2週間前、アメリカのマリナー9号が火星軌道へ入った。この際火星の大気は「惑星規模の塵のローブ、これまで観測された中で最も大きい嵐」で厚く覆われており、惑星科学者達を驚かせた。地表は完全に隠されていた。マルス2・3号のコンピュータを再プログラムすることは出来なかったため、オービターは火星に到着すると直ぐにランダーを砂嵐の中に送り出してしまった。またオービターは意図した地表のマッピングではなく、特徴のない塵の雲だけを写した画像を撮影するのにデータリソースの多くを割くこととなった。
マルス2号は、1971年12月 - 翌1972年3月にかけて大量のデータを送り返して来た。伝送は8月まで続いた。1972年8月22日には、火星を362周し、マルス2号とマルス3号がミッションを終えたことが発表された。撮影した画像はマルス3号と合わせて60枚に及び、得られた画像やデータにより、高さ22 kmもの山、上層大気中の水素や酸素原子、表面温度が-110 - +13 ℃であること、表面気圧が5.5 - 6 mbであること、大気中の水蒸気密度は地球の約5000分の1であること、電離圏の底は高度80 - 110 kmより始まること、砂嵐により巻き上げられた砂が高度7 kmに達することを明らかにした。この画像とデータにより、火星表面三次元地図を作ることが可能となり、火星の重力と磁場に関する情報が得られた。

## ランダー

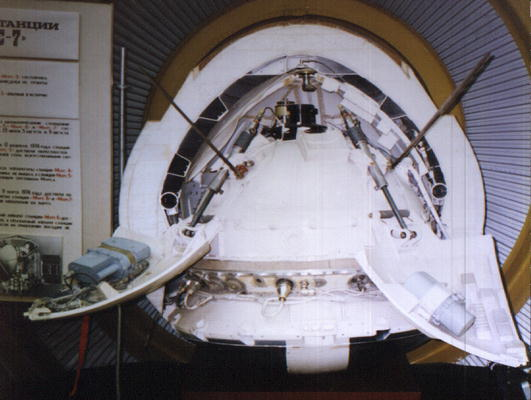
マルス2号のランダーの断面図

マルス2号ランダーは、搭載されたコンピュータの不調に伴い、1971年11月27日に不適切に火星大気圏へ突入した。着陸システムは正常に働かず、南緯45°西経313°に衝突したと推測されるが、正確な位置は分かっていない。

### ランダーシステム
マルス2号の降下モジュールは、推進システムとは反対側のバス/オービターに設置された。直径1.2 mの球形の着陸カプセルと直径2.9 mの円錐形の空力ブレーキシールド、パラシュートと逆推進ロケットから構成されている。
降下モジュール全体は、燃料を含めて1,210 kgの質量で、球形着陸カプセル質量はそのうち358 kgである。姿勢制御はガスマイクロエンジンと加圧窒素容器から構成される自動制御システムで行われた。ピッチングとヨーイングの制御には、円錐外側に設置された4つの火薬エンジンを用いた。
メインと補助パラシュート、着陸を開始するためのエンジン、レーダー高度計がランダーの最頂部に設置されている。降下モジュールの衝撃を吸収するためには発泡体が用いられた。着陸カプセルには、着陸後に開く4枚の三角形の弁が付いており、探査機を復元して機器を露出させるはずであった。
ランダーには、360°を撮影出来る2台のテレビカメラ、大気組成を分析する質量分析装置、気温・気圧・風センサー、生命の痕跡となる有機物を探索するためのシャベルを含んだ土壌の物理的・化学的性質を測定する装置が搭載されていた。また、ソビエト連邦の国章の旗も積んでいた。
球体上部より突き出た4本のアンテナは、搭載された無線機でオービターとの通信を行った。装置は、分離前にオービターで充電されたバッテリーで稼働した。温度制御は断熱材とラジエーターによって維持された。火星環境への汚染を防ぐため、着陸カプセルは打上げ前に殺菌された。

#### Prop-Mローバー
マルス3号ランダーは、4.5 kgの小さなマーズ・ローバーを搭載していた。マーズ・ローバーは、15 mのケーブルでランダーと繋がれた範囲をスキーで移動するものである。地球から遠隔操作するには遠過ぎるため、自動的に障害を避けるために2つの小さな金属棒が用いられた。ローバーには、硬度計と放射密度計が積載された。
Prop-Mローバーの主なフレームは、中央に小さな突き出た部位を備えた四角い箱である。フレームは、両側から伸びる2本の幅広のスキー板によって支えられ、地面から少し浮いている。箱前面には、障害物検知用棒が設置された。
ローバーは着陸後にアームで地面へ下ろされるように設計されており、テレビカメラの視野内を1.5 m毎に測定のために立ち止まりながら動き回る予定であった。火星の砂に残される運動の軌跡は、火星の土壌性質を知るために記録された。
ランダーが着陸に失敗したため、このローバーが展開することはなかった。

### 突入・降下・衝突着陸
マルス2号の降下モジュールは、1971年11月27日、火星への到着の4.5時間前に放出された。降下モジュールは、約6 km/sの速度で火星大気圏へ突入後、恐らく突入角度が鋭過ぎたために故障した。降下は計画通りには行かず、パラシュートは開かなかった。降下モジュールは火星表面に衝突した最初の人工物となった。